# HMS Implacable (1899)
Pour les autres navires du même nom, voir HMS Implacable.
Le HMS Implacable est un cuirassé pré-Dreadnought de classe Formidable de la Royal Navy.

## Histoire
Le HMS Implacable est mis à l'eau au chantier naval de Devonport le 13 juillet 1898 et lancé le 11 mars 1899 dans un état très incomplet pour ouvrir la voie à la construction du cuirassé HMS Bulwark. Il est achevé en juillet 1901. Il est confié au capitaine Louis de Battenberg le 10 septembre 1901 pour servir dans la Mediterranean Fleet et quitte Plymouth pour la Méditerranée le 29 septembre, arrivant à Malte le 8 octobre 1901. En juin 1902, il est à Alexandrie pour les festivités programmées du couronnement du roi Édouard VII et en septembre de la même année il va à Nauplie pour des manœuvres combinées avec les escadres de la Méditerranée et de la Manche. Le capitaine Reginald Charles Prothero est nommé commandant le 27 octobre 1902 jusqu'en mai 1904. En novembre 1902, il est à Gênes pour le départ de Louis de Battenberg, les officiers du navire assistent au bal de couronnement différé organisé par la colonie britannique dans la ville.
Au cours de son service méditerranéen, il subit des carénages à Malte en 1902, 1903-1904 et 1904-1905. Au cours de ces radoub, il fait réviser ses mâts à plusieurs reprises au fur et à mesure de l'ajout de télémètres et d'équipements de conduite de tir. Il subit un accident mortel le 12 juillet 1905, une explosion de chaudière tue deux hommes. Une autre explosion de chaudière le 16 août 1906 est le résultat d'une perte d'eau d'alimentation qui cause la surchauffe de la chaudière. Il entre au Chatham Dockyard en 1908 pour un autre carénage. Au cours de celui-ci, ses canons de 12 livres sont déplacés du pont principal vers la superstructure, les quatre sabords des canons avant sont plaqués pour réduire les inondations par grosse mer. Lorsque son carénage de Chatham prend fin en février 1909, l’Implacable est transféré à la Channel Fleet, puis à l'Atlantic Fleet le 15 mai 1909. À la suite d'une réorganisation de la flotte le 1er mai 1912, l’Implacable est transféré au 5th Battle Squadron le 13 mai 1912.
Lorsque la Première Guerre mondiale éclate en août 1914, le 5th Battle Squadron est affecté à la Channel Fleet et basé à Portland. L’Implacable et son sister-ship Queen sont temporairement attachées à la patrouille de Douvres fin octobre 1914 pour bombarder les forces de l'armée allemande le long de la côte belge et appuyer les forces alliées combattant au front. Les forces allemandes attaquent les positions françaises à l'est de Dunkerque, elles ont désespérément besoin d'un appui d'artillerie lourde. Une flottille de destroyers et de moniteurs aide à briser l'attaque avant l'arrivée de l’Implacable et du Queen, mais les rapports d'une contre-attaque allemande imminente avec des croiseurs blindés, qui ne pourra pas se faire, poussent les Britanniques à envoyer les cuirassés pour se prémunir contre elle en compagnie de la Force de Harwich. Lorsqu'il devint clair que la flotte allemande ne représente aucune menace, ils retournent dans la Channel Fleet. Le 14 novembre 1914, le 5th Battle Squadron est transféré à Sheerness en cas d'éventuelle tentative d'invasion allemande, mais il retourne à Portland le 30 décembre 1914. En janvier 1915, les marines britannique et française mettent des navires dans la Méditerranée orientale pour commencer des opérations contre l'Empire ottoman. À la fin du mois, seuls les cuirassés Implacable, Queen, Prince of Wales et London, ainsi que les croiseurs légers Topaze et Diamond sont encore à Portland.
En mars 1915, alors que les flottes britannique et française menant la bataille des Dardanelles se préparent à lancer une attaque majeure le 18 mars, le commandant en chef, l'amiral Sackville Hamilton Carden, demande que deux autres cuirassés du 5th Battle Squadron, Implacable et Queen, soient transférés à son commandement dans l'attente de pertes dans l'opération à venir. L'Amirauté ordonne aux deux navires d'aller aux Dardanelles, ils quittent l'Angleterre le 13 mars 1915 et arrivent à Lemnos le 23 mars 1915. Au moment où ils arrivent, les Britanniques ont perdu lors de l'attaque du 18 mars deux cuirassés, les Irresistible et Ocean. L’Implacable rejoint le 1st Squadron, qui comprend sept autres cuirassés sous le commandement du contre-amiral Rosslyn Wemyss. Au cours du mois suivant, la flotte britannique et française commencent les préparatifs pour les débarquements au Cape Helles et à la baie ANZAC, le début de la partie terrestre de la campagne de Gallipoli.
Tard dans la journée du 23 avril, les forces alliées commencent à se mettre en position pour le débarquement ; les transports de troupes se dirigent vers le point de concentration au large de Ténédos. Wemyss suit dans le croiseur cuirassé Euryalus, l’Implacable et le cuirassé Cornwallis l'accompagnent. Dans la nuit du 24 au 25 avril, les soldats sont transférés dans ces navires qui se dirigent ensuite vers les plages de débarquement sous le couvert de l'obscurité. L’Implacable arrive au large de X Beach et commence à envoyer des hommes à terre à 4 h sous le couvert de son propre bombardement des défenses ottomanes. Au cours du bombardement, il tire vingt obus de 12 pouces et 368 obus de 6 pouces.
Au cours des jours suivants, l’Implacable continue à bombarder les positions ottomanes autour des plages du débarquement. Alors que les forces ottomanes commencent à se rassembler à Krithia pour lancer une contre-attaque contre Y Beach le 26 avril, l’Implacable ouvre un bombardement intensif qui disperse complètement les Ottomans. Deux jours plus tard, il est à nouveau au large de X Beach, lui et plusieurs autres cuirassés britanniques et français bombardent les concentrations de troupes ottomanes pendant la première bataille de Krithia. Il aide à briser une attaque ottomane sur Y Beach dans la nuit du 1er mai et soutient une attaque britannique infructueuse sur Krithia cinq jours plus tard, la deuxième bataille de Krithia.
L’Implacable, avec les cuirassés London, Prince of Wales et Queen, part des Dardanelles le 22 mai 1915 pour faire partie de la 2e escadre détachée dans la mer Adriatique pour renforcer la marine italienne après que l'Italie a déclaré la guerre à l'Autriche-Hongrie . L’Implacable arrive à Tarente, en Italie, sa base pour ce devoir le 27 mai 1915. En novembre 1915, l’Implacable est transféré à la 3e escadre détachée. Basée à Thessalonique, cette escadre est organisée pour renforcer la patrouille du canal de Suez et aider la marine française à bloquer les côtes égéennes de la Grèce et de la Bulgarie. Il déplace sa base à Port-Saïd, en Égypte, plus tard ce mois-ci. L’Implacable part le 22 mars 1916 pour un carénage au Royaume-Uni, arrivant au chantier naval de Plymouth le 9 avril 1916. Une fois son carénage terminé, il retourne à la 3e escadre détachée et est basé à Thessalonique. En juin 1917, l’Implacable est à Athènes lors de l'abdication du roi Constantin Ier de Grèce.
En juillet 1917, l’Implacable retourne au Royaume-Uni, son équipage est transféré dans des navires anti-sous-marins. Il est désarmé jusqu'en mars 1918, il est sélectionné pour servir comme navire de dépôt avec la Northern Patrol à Lerwick, Kirkwall et Buncrana. Lors de la conversion, il conserve sa batterie principale et les quatre canons de 6 pouces du pont supérieur, mais le reste de ses canons de 6 pouces est retiré, tout comme ses filets anti-torpilles. En novembre 1918, l’Implacable est placé sur la liste de cession. Le 4 février 1920, il est placé sur la liste de vente. Il est vendu pour démolition à la Slough Trading Company le 8 novembre 1921. Revendu à une firme allemande, il est remorqué en Allemagne pour démolition en avril 1922.